# Erasistratos upptäcker orsaken till Antiochus sjukdom
Erasistratos upptäcker orsaken till Antiochus sjukdom (franska: Erasistrate découvrant la cause de la maladie d'Antiochus) är en tidig oljemålning av den franske nyklassicistiske konstnären Jacques-Louis David. Den är målad 1774 och ingår sedan 1884 i École nationale supérieure des Beaux-Arts samlingar i Paris.
David var en nyklassicistisk konstnär som ofta målade historiska och mytologiska motiv. Här skildras en legend som Plutarchos nedtecknat i Jämförande levnadsteckningar. Den sängliggande mannen är Antiochus, prins av det Seleukidiska riket omkring 300 f.Kr. Bredvid honom sitter läkaren Erasistratos som pekar på Stratonike av Syrien, hustru till kung Seleukos I och styvmor till Antiochus. Erasistratos insåg att anledningen till Antiochus sjukdom var hans kärlek till sin styvmor. När kungen, avbildad stående vid fotändan, fick reda på detta avstod han sin unga hustru för att bota sin sons kärlekssjuka.
David lyckades med Erasistratos upptäcker orsaken till Antiochus sjukdom slutligen vinna det franska konststipendiet Prix de Rome, efter att i tre år i rad blivit förbisedd av Académie Royale de Peinture et de Sculptures jury. Hans elev, Jean-Auguste-Dominique Ingres, målade senare samma motiv i flera versioner.  

## Relaterade bilder

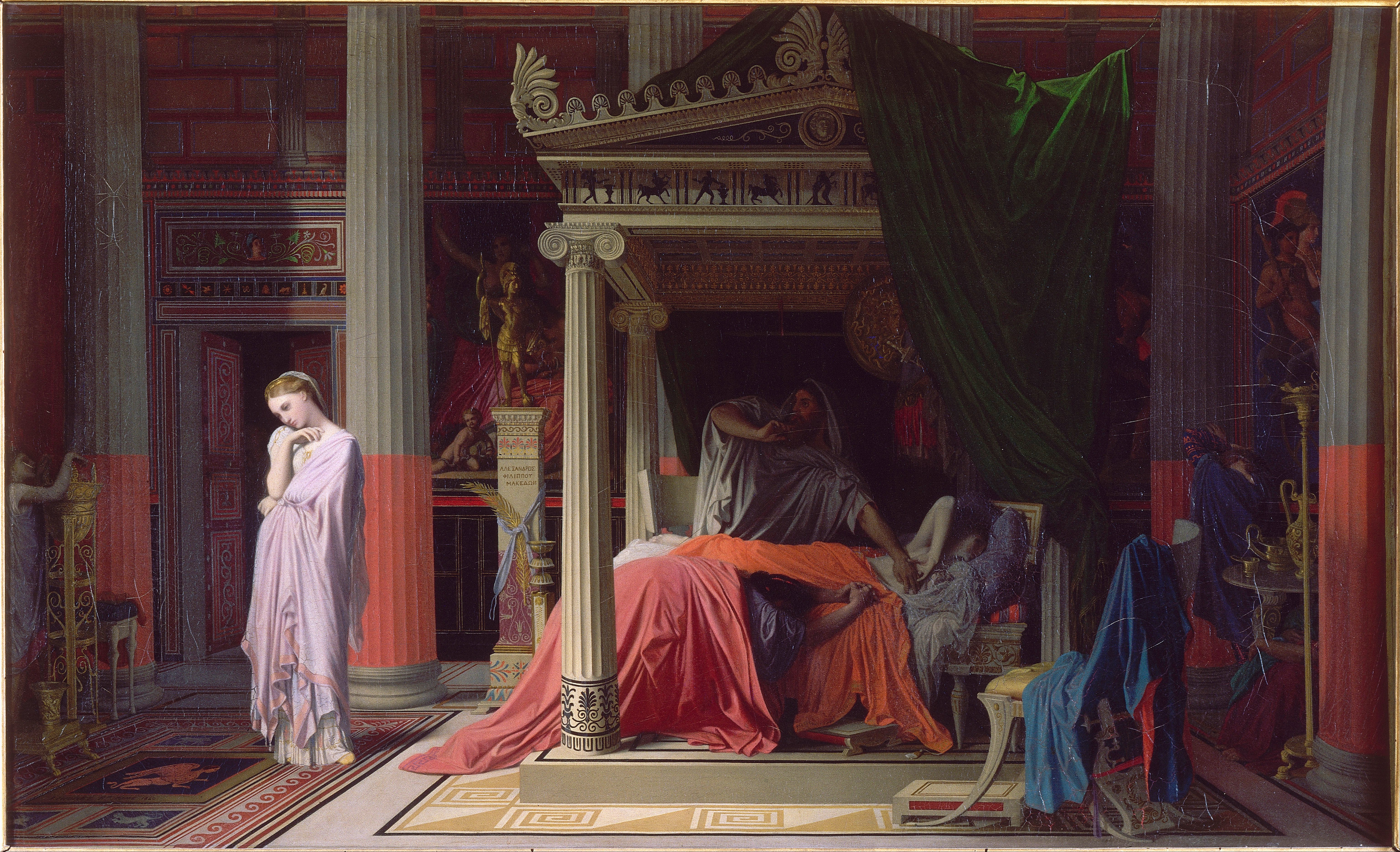
Ingres målade flera målningar av samma motiv, bland annat La Maladie d'Antiochus eller Antiochus et Strantonice från 1840 (Musée Condé).